# ギル・エヴァンス
ギル・エヴァンス（Gil Evans、1912年5月13日 - 1988年3月20日）は、カナダ生まれのジャズ作曲家・編曲家。アメリカのジャズビッグバンド界に革命をもたらした一人として、また画家としても著名。マイルス・デイヴィスとの協作が多く、「マイルスの知恵袋」とも呼ばれた。

## 来歴

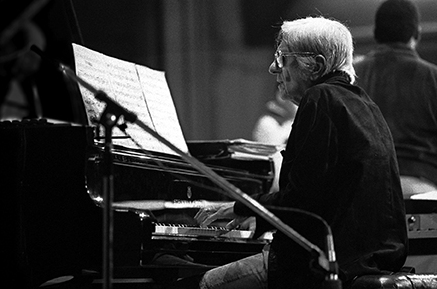
ギル・エヴァンス（1978年）

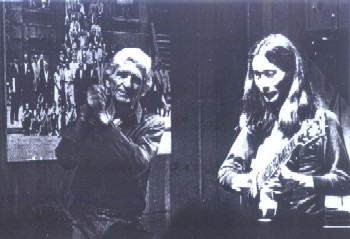
川崎燎(右)と。ニューヨークのスイート・ベージルにて（1982年）

1912年、マーガレット・ジュリア・マコナキー（Margaret Julia McConnachy）のもとに生まれる。実父はギルが生まれる前に亡くなっていた。オンタリオ州トロントにおいて生まれた時の姓名はIan Ernest Gilmore Greenであったが、母親が再婚したためEvans姓となった。継父の仕事の都合で、幼少期は頻繁に引っ越しを経験し、最終的にカリフォルニア州に定住した。第二次世界大戦中に兵役を経験し、1946年に居をニューヨーク市に移した。そこで彼が借りた、中国人が経営するクリーニング屋の裏手にあるアパートが、チャーリー・パーカーなど後にビバップ系音楽の第一人者たちとなった若者たちの伝説のたまり場となっていった。
1948年には、マイルス・デイヴィス、ジェリー・マリガンらと九重奏曲楽団を結成。1949年から1950年にかけて録音されたセッションは、後に『クールの誕生』として発売された。その後数年間をフリーのアレンジャーとして活動していたが、再びマイルス・デイヴィスと組み、『マイルス・アヘッド』(1957年)、『ボーギー&ベス』(1958年)、『スケッチ・オブ・スペイン』(1960年)、『クワイエット・ナイト』(1962年)を発表。この4枚のアルバムは一部の例外を除いてマイルス・デイヴィスのクレジットとなっているが、ギルの貢献度は非常に大きい。また、才能溢れるソリストとジャズのビッグバンドとの見事な融合を披露した傑作となっている。その後のマイルスの作品においても、クレジットこそされていないものの（例えば『ビッチェズ・ブリュー』(1969年)ではスタジオ内でアドバイスをしたり楽譜のメモ書きを演奏者に渡したりしていたとの事）、マイルスの作品においては様々な形でかかわり続けた事が明らかになっている。
ギル自身の名を冠したアルバムは1957年の『ギル・エヴァンス&テン』を皮切りに、活発な新譜の発売を続けた。1964年にはケニー・バレルのアルバム『ケニー・バレルの全貌』のビッグバンドのアレンジを担当した。その後もギルはデイヴィスを始めとする多くのジャズ・ミュージシャンをサポートし続け、若い世代のファンを獲得していた。
ギルの関心はロックにもおよび、ジミ・ヘンドリックスとの共演が計画されていたが、ほどなくジミが亡くなった。オーケストラのメンバーと共にジミの曲にアレンジを施した『プレイズ・ジミ・ヘンドリックス』を1974年に発表し、ジミに捧げた。晩年には、スティングのアルバム『ナッシング・ライク・ザ・サン』においても、ジミの曲である「リトル・ウィング」のアレンジを手掛けた。
1988年1月に前立腺の手術を受けた後、脊髄に後遺症が残り、メキシコモレロス州クエルナバカの療養施設において静養することとし、3月20日に死去。75歳没。翌1989年、第31回グラミー賞において最優秀ジャズ・インストゥルメンタル・パフォーマンス賞（ビッグバンド）を受賞した。
2013年、没後25年目に第55回グラミー賞において最優秀インストゥルメンタル編曲賞を受賞した。

## ディスコグラフィ

### スタジオ・アルバム
1950年代
- 『ギル・エヴァンス&テン』 - Gil Evans and Ten（1957年9月、10月録音）(Prestige) 1958年（スティーヴ・レイシー、リー・コニッツらが参加）
- 『ニュー・ボトル・オールド・ワイン』 - New Bottles, Old Wine（1958年4月、5月録音）(World Pacific) 1958年
- 『グレイト・ジャズ・スタンダード』 - Great Jazz Standards（1959年録音）(World Pacific) 1959年

1960年代
- 『クールからの脱出』→（改題）『アウト・オブ・ザ・クール』 - Out of the Cool（1960年11月、12月録音）(Impulse!) 1961年
- 『ホットへの突入』→（改題）『イントゥ・ザ・ホット』 - Into the Hot（1961年9月、10月録音）(Impulse!) 1962年（ジョン・カリシとセシル・テイラーが参加）
- マイルス・デイヴィスと共同名義, 『クワイエット・ナイト』 - Quiet Nights（1962年、1963年録音）(Columbia) 1963年
- 『ギル・エヴァンスの個性と発展』 - The Individualism of Gil Evans（1963年、1964年録音）(Verve) 1964年
  - ケニー・バレル、フィル・ウッズと共同名義, 『続・ギル・エヴァンスの個性と発展』 - Previously Unreleased Recordings（1963年、1964年録音）(Verve) 1973年

1970年代
- 『ギル・エヴァンス』 - Gil Evans（1969年録音）(Ampex) 1969年。
のち（改題・一部再録音[6]）『ブルース・イン・オービット』 - Blues in Orbit（1969年、1971年録音）(Enja) 1971年。
- 『フラミンゴの飛翔』 - Where Flamingos Fly（1971年録音）(Artists House/A&M) 1981年
- 菊地雅章と共同名義, 『菊地雅章＋ギル・エヴァンス・オーケストラ』 - Masabumi Kikuchi + Gil Evans（1972年7月録音）(Philips Japan) 1972年
- 『プレイズ・ジミ・ヘンドリックス』 - Plays the Music of Jimi Hendrix（1974年7月録音）(RCA) 1974年（川崎燎らが参加）
- 『時の歩廊』 - There Comes a Time（1975年3月～6月録音）(RCA) 1976年。のちCD化の際に曲順等を変更 (RCA, Bluebird) 1987年[7]。のち当初のLPと同様の曲順に変更 1994年。（川崎燎らが参加）
- 『パラボラ』 - Parabola（1978年7月録音）(Horo) 1979年（スティーヴ・レイシーらが参加）

1980年代
- グレン・ホールと共同名義、 The Mother of the Book（1985年録音）(InRespect/Koch Jazz) 1994年
- Absolute Beginners: The Original Motion Picture Soundtrack (EMI) 1986年（映画『ビギナーズ』のサウンドトラック）
- The Color of Money: The Original Motion Picture Soundtrack (MCA) 1986年（映画『ハスラー2』のサウンドトラック) ※7曲目と10曲目でザ・バンドのギタリスト、ロビー・ロバートソンと共同名義
- ヘレン・メリルと共同名義, 『コラボレイション』 - Collaboration（1987年8月録音）(EmArcy) 1987年
- ローレント・カグニー・ビッグバンド・ルミエールと共同名義, Rhythm-A-Ning（1987年11月録音）(EmArcy) 1988年
  - ローレント・カグニー・ビッグバンド・ルミエールと共同名義, Golden Hair（1987年11月録音）(EmArcy) 1989年
- スティーヴ・レイシーと共同名義, 『パリ・ブルース』 - Paris Blues（1987年11月、12月録音録音）(Owl) 1988年
- RMSと共同名義, Take Me to the Sun（1983年、1988年録音）(Last Chance Music) 1990年（track #4 のみ1988年にスタジオ録音）

### コンピレーション・アルバム
- Verve Jazz Masters 23: Gil Evans (Verve) 1994年
- The Classic Albums 1956-1963 (Enlightenment) 2017年（4 CD）

### ライブ・アルバム
1970年代
- 『スヴェンガリ』 - Svengali （1973年録音）(Atlantic) 1973年（ニューヨーク市トリニティ教会と「エイヴリー・フィッシャー・ホール」におけるライブ）
- 『モントルーのギル・エヴァンス』 - Montreux Jazz Festival '74（1974年7月7日録音）(PHILIPS) 1975年（「モントルー・ジャズ・フェスティバル」におけるライブ）
- 『東京コンサート』 - Tokyo Concert（1976年5月24日、6月8日録音）(STUDIO SONGS) 2010年（「中野サンプラザ」におけるライブ。川崎燎、峰厚介、ジョージ・アダムズらが参加。）
- Synthetic Evans（1976年10月23日録音）(PolJazz) 1976年。（ワルシャワにおいて開催された「Jazz Jamboree '76」におけるライブ）
 のち（改題・再発）Live 76 (EPM Zeta) 1988年。（非公式版）
- 『ライヴ・イン・ドルトムント』 - Live in Dortmund 1976（1976年10月30日録音）(Jazz Trafffic) 2012年（ドルトムントにおけるライブ。ローランド・カークが参加。）
- 『プリースティス』 - PRIESTESS（1977年5月録音）(Antilles) 1983年（マンハッタンにおけるライブ）
- Gil Evans Live at the Royal Festival Hall London 1978（1978年2月録音）(RCA) 1979年（ロンドン「ロイヤル・フェスティバル・ホール」におけるライブ）
  - The Rest of Gil Evans at the Royal Festival Hall 1978（1978年2月録音）(Mole Jazz) 1981年（ロンドン「ロイヤル・フェスティバル・ホール」におけるライブ）
- 『ヴードゥー・チャイル』 - Voodoo Chile（1974年7月、1978年10月録音）(Jazz Door) 2005年（1974年スウェーデンのマルメにおけるライブと1978年ドイツのケルンにおけるライブ。非公式版。）
- 『リトル・ウィング』 - Little Wing: Live in Germany（1978年10月19日録音）(Circle→DIW) 1978年（ドイツのバイエルン州アンスバッハにおけるライブ）

1980年代
- リー・コニッツと共同名義, 『ヒーローズ』 - Heroes（1980年1月録音）(Verve（フランス）/Remark) 1991年（ニューヨークにおけるライブ。『アンチ・ヒーローズ』とのCD 2枚組あり。） 
  - リー・コニッツと共同名義, 『アンチ・ヒーローズ』 - Anti-Heroes（1980年1月録音）(Verve（フランス）/Remark) 1991年
- 『ギル・エヴァンス・ライヴ・アット・ザ・パブリック・シアター：ニューヨーク 1980 Vol. 1』 - Live at the Public Theater (New York 1980) Vol. 1（1980年2月録音）(TRIO) 1980年（菊地雅章がプロデュース）
  - 『ギル・エヴァンス・ライヴ・アット・ザ・パブリック・シアター：ニューヨーク 1980 Vol. 2』 - Live at the Public Theater (New York 1980) Vol. 2（1980年2月録音）(TRIO) 1981年（のち1986年、CD化に伴いVol.1と統合してDisk 2に。1993年、追加収録 1曲。）
- 『月食』 - Lunar Eclypse（1981年7月録音）(Robi Droli）1992年（ヨーロッパ・ツアー 4か所におけるライブのオムニバス。タイトル曲は菊地雅章作曲でイタリアのボルツァーノにおけるライブ。スティーヴ・グロスマン、スティーヴ・レイシー、バスター・ウィリアムスが参加。）
- Gil Evans and His Orchestra（1983年1月録音・録画）(V.I.E.W. Video) 1986年。（スイスのルガーノにおけるライブ。VHS映像作品。）のち DVD-Video 2007年。
- 『ザ・ブリティッシュ・オーケストラ：ザ・コンプリート・コンサート』 - The British Orchestra（1983年3月録音）(Mole Jazz) 1983年（イングランドのブラッドフォードにおけるライブ）
- RMSと共同名義, Take Me To The Sun（1983年7月、1988年録音）(Last Chance Music) 1990年（1983年の「モントルー・ジャズ・フェスティバル」におけるライブ）
- 『ライブ・アット・スイート・ベイジル』 - Live at Sweet Basil（1984年8月20日、27日録音）(King) 1986年（「スイート・ベイジル・ジャズ・クラブ (Sweet Basil Jazz Club) 」におけるライブ）
  - 『ライブ・アット・スイート・ベイジル Vol.2』 - Live at Sweet Basil Vol. 2（1984年8月27日録音）(King) 1987年
- Live 1986 - Unissued（1986年5月録音）(Musica Jazz) 1994年。（ミラノ、フィレンツェ、ルガーノにおけるライブ。雑誌付録。）
のち（改題・再発）『ザ・ハニー・マン』 - The Honey Man (New Tone) 1995年。
- WE REMENBER JIMI...（1986年7月録音）(All of us) 1994年（ラヴェンナにおけるライブ。ジョン・マクラフリンが参加。CD 2枚組。）
- 『バド・アンド・バード』 - Bud and Bird（1986年12月録音）(King/Evidence) 1987年（「スイート・ベイジル・ジャズ・クラブ (Sweet Basil Jazz Club) 」におけるライブ。大野俊三らが参加。第31回グラミー賞（最優秀ジャズ・インストゥルメンタル・パフォーマンス（ビッグバンド））。）
  - 『フェアウェル』 - Farewell（1986年12月録音）(King/Evidence) 1992年（『バド・アンド・バード』と同日録音。没後作品。）
- 75th Birthday Concert（1987年5月録音）(BBC Legends) 2001年（ロンドン「ハマースミス・オデオン」におけるライブ。CD 2枚組。）
- スティングと共同名義, Jazz Festival: Gil Evans & Sting（1987年7月11日録音）(Live) 1987年。（イタリアの「ウンブリア・ジャズ・フェスティバル (Umbria Jazz Festival) 」におけるライブ。非公式版。）
のちSting and Gil Evans: Last Session - Live At "Perugia Jazz Festival" July 11, 1987 (Jazz Door) 1992年。（非公式版）
のちStrange Fruit（1976年11月5日、1987年7月11日録音）(ITM) 1997年。（非公式版）
- Live at Umbria Jazz Volume 1（1987年7月12日、19日録音）(EGEA) 2000年（イタリアの「ウンブリア・ジャズ・フェスティバル (Umbria Jazz Festival) 」におけるライブ）
  - Live at Umbria Jazz Volume 2（1987年7月12日、19日録音）(EGEA) 2001年

### ボックス・セット
- マイルス・デイヴィスと共同名義, Miles Davis & Gil Evans: The Complete Columbia Studio Recordings（1957年5月～1968年2月録音）(Columbia) 1996年（第39回グラミー賞において最優秀ヒストリカル・アルバムを受賞）

### トリビュート・アルバム
- ギル・エヴァンス・オーケストラ, Tribute to Gil（1988年7月24日録音）(SOUL NOTE) 1989年（アニタ婦人が制作管理。息子のマイルス・エヴァンスがオーケストラを率先しトランペットを演奏。）
- ライアン・トゥルーズデル（ギル・エヴァンス・プロジェクト）, Centennial - Newly Discovered Works Of Gil Evans (ArtistShare) 2013年（#4.How About You が第55回グラミー賞（最優秀インストゥルメンタル編曲）受賞）
- ライアン・トゥルーズデル（ギル・エヴァンス・プロジェクト）, Lines of Color（2014年5月録音）(ArtistShare) 2015年

### 編曲（一部）
- クロード・ソーンヒル・オーケストラ, 『ザ・リアル・バース・オブ・ザ・クール』 - The Real Birth of the Cool（1941年～1947年録音）(Disconforme/CBS/Sony)
- マイルス・デイヴィス, 『クールの誕生』 - The Birth of the Cool（1949年、1950年録音）(Capitol) 1957年
- ヘレン・メリル, 『ドリーム・オブ・ユー』 - Dream of You（1956年、1957年録音）(EmArcy) 1957年
- マイルス・デイヴィス, 『マイルス・アヘッド』 - Miles Ahead（1957年5月、8月録音）(CBS/Sony) 1957年
- マイルス・デイヴィス, 『ポーギー&ベス』 - Porgy and Bess（1958年7月、8月録音）(CBS/Sony) 1959年
- マイルス・デイヴィス, 『スケッチ・オブ・スペイン』 - Sketches of Spain（1959年、1960年録音）(CBS/Sony) 1960年
- マイルス・デイヴィス, 『クワイエット・ナイト』 - Quiet Nights（1962年、1963年録音）(Sony) 1963年
- ケニー・バレル, 『ケニー・バレルの全貌』 - Guitar Forms（1964年、1965年録音）(Verve) 1965年
- アストラッド・ジルベルト, 『ルック・トゥ・ザ・レインボウ』 - Look to the Rainbow (Verve) 1966年
- マイルス・デイヴィス, 『キリマンジャロの娘』 - Filles de Kilimanjaro（1968年6月、9月録音）(CBS/Sony) 1968年
- 笠井紀美子, 『サテン・ドール』 - Satin Doll（1972年6月録音）(CBS/Sony) 1972年
- マイルス・デイヴィス, 『スター・ピープル』 - Star People（1982年8月、9月録音）(CBS/Sony) 1983年
- マイルス・デイヴィス, 『デコイ』 - Decoy（1983年録音）(CBS/Sony) 1984年（クレジットは #6."ザッツ・ライト"のみ）
- スティング, 『ナッシング・ライク・ザ・サン』 - Nothing Like the Sun（1987年録音）(A&M) 1987年
- 『ギル・エヴァンス・プレイズ・スティング』 - 亡くなったので実現せず。ボブ・ベルデンの『THE MUSIC OF STING』（1991年）に引き継がれた。